# Streblote abyssinicum
Streblote abyssinicum är en fjärilsart som beskrevs av Aurivillius 1908. Streblote abyssinicum ingår i släktet Streblote och familjen ädelspinnare. Inga underarter finns listade i Catalogue of Life.